# Andenzwergkauz
Der Andenzwergkauz oder Andenkauz  (Glaucidium jardinii), auch Anden-Sperlingskauz genannt, ist eine kleine Eulenart aus der Gattung der Sperlingskäuze. Er kommt ausschließlich in Südamerika vor.

## Erscheinungsbild
Der Andenzwergkauz erreicht eine Körpergröße von etwa 15 bis 16 Zentimetern. Federohren fehlen. Das Gefieder ist entweder dunkelbraun oder rötlich orange-braun. Die Flügel sind im Verhältnis zur Körpergröße lang und am Ende gerundet. Der Kopf ist sehr fein gefleckt. Die Augenbrauen sind auffallend weißlich. Im Nacken befindet sich ein Occipitalgesicht. Der weiße Kehlfleck ist ohne andere farbliche Abzeichen. Die Brustseiten und Flanken sind graubraun bis orange-braun gefleckt.
Im Verbreitungsgebiet des Andenzwergkauzes kommen mehrere andere Sperlingskauz-Arten vor, mit denen dieser verwechselt werden kann. Der Parkerzwergkauz ist kleiner und auffälliger und auf der Körperunterseite stärker gestreift. Beim Bolivienzwergkauz sind die Körperseiten gestreift. Der Nebelzwergkauz ist etwas größer und schwerer.

## Verbreitungsgebiet und Lebensraum
Das Verbreitungsgebiet des Andenzwergkauzes reicht von den Anden Venezuelas, dem Norden Kolumbiens und der Mitte und dem Osten Ecuadors bis in den Norden Perus. Er ist ein Standvogel, der halboffene Berg- und Nebelwälder besiedelt. Seine Höhenverbreitung reicht von 2.000 Meter bis 3.500 Meter über NN.

## Lebensweise
Wie viele anderen Sperlingskäuze ist der Andenzwergkauz partiell tagaktiv. Er fällt häufig auf, weil ihn Kleinvögel verhassen. Sein Nahrungsspektrum besteht aus Kleinvögeln, Insekten und Kleinsäugetieren. Er jagt gewöhnlich von einem Ansitz aus. Als Nisthöhlen nutzt er aufgegebene Spechthöhlen. Das Gelege besteht aus drei weißen Eiern. Ansonsten ist die Fortpflanzungsbiologie weitgehend unerforscht.

## Etymologie und Forschungsgeschichte
Die Erstbeschreibung des Andenzwergkauzes erfolgte 1855 durch Charles Lucien Jules Laurent Bonaparte unter dem wissenschaftlichen Namen Phalaenopsis jardinii. Das Typusexemplar stammte aus Quito und befand sich in der Sammlung von William Jardine, 7. Baronet in seinem Anwesen in Dumfriesshire. Bereits 1832 führte Friedrich Boie die für die Wissenschaft neue Gattung Glaucidium ein. Dieser Name leitet sich von γλαυξ (glaux) für Eule ab. Der eigentliche Name ist die Diminutivform und bedeutet deshalb kleine Eule. Der Artname jardinii ist dem Besitzer des Typusexemplars gewidmet.

## Belege

### Einzelbelege
1. ↑   König et al., S. 409
2. ↑   König et al., S. 410
3. 1 2  Charles Lucien Jules Laurent Bonaparte (1855), S. 654.
4. ↑  Friedrich Boie (1832), S. 970.
5. ↑  Glaucidium The Key to Scientific Names Edited by James A. Jobling